# هیو ای. باتلر
هیو ای. باتلر (به انگلیسی: Hugh Alfred Butler) سناتور سابق عضو حزب جمهوری‌خواه ایالات متحده آمریکا بود. وی در سال ۱۹۴۱ تا ۱۹۵۴ میلادی سناتور ایالت نبراسکا در سنای ایالات متحده آمریکا بود.